# 우스이 히데오
우스이 히데오(일본어: 臼井 日出男, 1939년 1월 3일 ~)는 일본의 정치인으로, 자유민주당 소속 중의원 의원, 방위청 장관, 법무대신 등을 지냈다.
지바시 출신으로, 1961년 주오 대학 경제학과를 졸업하고, 도쿄 히노 지젤 주식회사 (東京日野ヂーゼル株式会社) 에 입사하였다. 1967년 중의원 의원이었던 아버지 (臼井荘一)의 비서를 맡았고, 1980년 제36회 중의원 의원 총선거에 출마해 첫 당선되었다. 이후 연속 일곱 번 당선되었다.
1996년 제1차 하시모토 내각에서 방위청 장관이 되었으며, 1999년 오부치 내각 제2차 개조내각에서는 법무대신이 되어 제1차 모리 내각에서도 유임하였다. 약 8개월의 법무대신 재임 기간 중 두 명의 사형수의 사형 집행을 명령하였다.
2007년 조선민주주의인민공화국과의 국교 정상화 실현을 목표로 하는 의원 연맹 자유민주당 한반도 문제 소위원회 (自由民主党朝鮮半島問題小委員会)를 열어 고문이 되었다.